# Австралийский центр современного искусства
Австралийский центр современного искусства (ACCA; англ. Australian Centre for Contemporary Art) — одним из главных галерей современного искусства в Мельбурне, в Австралии. Центр расположен на Стёрт-стрит на Мельбурнской территории искусств, во внутреннем районе Саутбэнк. Здание центра построено из дерева по проекту архитекторов Роджера и Рэндела Маршев. Строительные работы были завершены в 2002 году. Заказчиками проекта были Чанки Мув, ACCA и Плэйбокс Сиэтр Компани. За здание центра авторы проекта в 2003 году были удостоены Институциональной архитектурной премии и Государственной премии Австралии.
В декабре 2015 года Макс Делани стал новым художественным руководителем ACCA, сменив на этом посту прежнего художественного руководителя Джулиана Энгберга.
АССА состоит из четырех больших выставочных залов. Здание, вместе с соседним зданием театра Мольтхаус, образует внутренний двор в центре комплекса, который используется в качестве выставочной площади под открытым небом. В АССА также находятся две репетиционные студии и ряд административных помещений танцевальной компании Чанки Мув и театральной компании Плейбокс Сиэтр Компани.
Фасад цвета ржавчины построен в стиле минимализма, чтобы поддерживать широкий спектр установок. Он контрастирует с металлическими и стеклянными поверхностями в интерьере. Проект ссылается на европейскую музейную модель кунстхалле, то есть заявляет о себе, как о гибкой оболочке для отображения искусства.
В первое десятилетие после открытия, в собрание АССА вошли более двухсот работ современных австралийских и зарубежных художников. Ежегодно АССА заказывает шесть или семь полотен у современных австралийских художников для галереи. В список авторов, с которыми сотрудничает музей входят австралийцы Пэт Брассингтон, Каллум Мортон, Патрисия Пиччинини и иностранцы Мартин Крид, Барбара Крюгер, Тасита Дин, Дженни Хольцер и Джозеф Косат. В АССА также проходят многочисленные тематические выставки и реализуются художественные проекты, такие, как проект «Большая стена». В собрание галереи входит скандально известная скульптура «Вольт» абстракциониста и минималиста Рона Робертсон-Суонна.